# جبل أم الدرج
أم الدرج، جبل يقع في شمال الأردن بين محافظتي جرش وعجلون، وهو أعلى قمة في شمال البلاد فيما يعرف بسلسلة جبال عجلون الواقعة في منطقة شمال الأردن الممتدة بين نهر اليرموك في الشمال وصولاً إلى نهر الزرقاء جنوباً. يقع الجبل بشكل أساسي بين مناطق سوف وعنجرة. يحده من الشرق بلدة سوف، ومن الغرب مدينة عنجرة، ومن الجنوب بلدة ساكب.
يبلغ ارتفاع الجبل 1247 متراً فوق سطح البحر.